# Charcón Higuera
Charcón Higuera es una localidad y pedanía española perteneciente al municipio de Cúllar, en la provincia de Granada, comunidad autónoma de Andalucía, situada en la parte oriental de la comarca de Baza. Cerca de esta localidad se encuentran los núcleos de Charcón Nicolases y Venta del Peral.